# Partido Comunista da Índia (Marxista)
O Partido Comunista da Índia‎ (Marxista) (Communist Party of India (Marxist)) é um partido político comunista da Índia, fundado em 1964.
O secretário-geral do partido é Prakash Karat. O partido publica o jornal People’s Democracy. A organização juvenil do partido é a Democratic Youth Federation of India.
Nas eleições parlamentares de 2004 o partido recebeu 22.061.677 votos (5,7% do total), e ganhou 43 assentos.

## Resultados eleitorais

### Eleições legislativas
| Data | Votos      | %         | +/-     | Deputados | +/-     | Status            | Coligação          |
| ---- | ---------- | --------- | ------- | --------- | ------- | ----------------- | ------------------ |
| 1967 | N/D        | 4,3 (7.º) |         | 19 / 520  |         | Oposição          |                    |
| 1971 | N/D        | 5,1 (5.º) | 0,8     | 25 / 545  | 6       | Oposição          |                    |
| 1977 | N/D        | 4,3 (5.º) | 0,8     | 22 / 545  | 3       | Governo           | Aliança Janata     |
| 1980 | 12 352 331 | 6,2 (4.º) | 1,9     | 37 / 545  | 15      | Oposição          |                    |
| 1984 | 13 809 950 | 5,9 (5.º) | 0,3     | 22 / 545  | 15      | Oposição          | Frente de Esquerda |
| 1989 | N/D        | 6,6 (4.º) | 0,7     | 33 / 545  | 11      | Apoio parlamentar | Frente de Esquerda |
| 1991 | N/D        | 6,1 (4.º) | 0,5     | 35 / 545  | 2       | Apoio parlamentar | Frente de Esquerda |
| 1996 | 20 496 810 | 6,1 (4.º) | Estável | 32 / 545  | 3       | Oposição          | Frente de Esquerda |
| 1998 | N/D        | 5,4 (3.º) | 0,7     | 32 / 545  | Estável | Oposição          |                    |
| 1999 | 19 695 767 | 5,4 (3.º) | Estável | 33 / 545  | 1       | Oposição          |                    |
| 2004 | 22 061 677 | 5,7 (3.º) | 0,3     | 43 / 543  | 10      | Apoio parlamentar | Frente de Esquerda |
| 2009 | 22 219 111 | 5,3 (3.º) | 0,4     | 16 / 543  | 27      | Apoio parlamentar | Frente de Esquerda |
| 2014 | 17 986 773 | 3,3 (7.º) | 2,0     | 9 / 543   | 7       | Oposição          | Frente de Esquerda |